# Associazione Sportiva Frosinone 1988-1989
Questa pagina raccoglie le informazioni riguardanti l'Associazione Sportiva Frosinone nelle competizioni ufficiali della stagione 1988-1989.

## Rosa
| N. |                   | Ruolo | Calciatore         |
| -- | ----------------- | ----- | ------------------ |
|    | Italia (bandiera) | A     | Claudio Ambu       |
|    | Italia (bandiera) | A     | Edoardo Artistico  |
|    | Italia (bandiera) | C     | Giuseppe Bellini   |
|    | Italia (bandiera) | A     | Gerardo Berardi    |
|    | Italia (bandiera) | D     | Antonio Bonfili    |
|    | Italia (bandiera) | D     | Fabio Cardaio      |
|    | Italia (bandiera) | P     | Marco Cari         |
|    | Italia (bandiera) | C     | Giuseppe Cristiano |
|    | Italia (bandiera) | A     | Giorgio Davato     |
|    | Italia (bandiera) | D     | Marco De Marchis   |
|    | Italia (bandiera) | P     | Luca Guazzi        |
|    | Italia (bandiera) | C     | Fabrizio Lancioni  |

| N. |                   | Ruolo | Calciatore          |
| -- | ----------------- | ----- | ------------------- |
|    | Italia (bandiera) | D     | Massimo Lattuca     |
|    | Italia (bandiera) | C     | Luciano Malaman     |
|    | Italia (bandiera) | D     | Roberto Monti       |
|    | Italia (bandiera) |       | Nicoletti           |
|    | Italia (bandiera) | D     | Filippo Orlando     |
|    | Italia (bandiera) | D     | Massimo Pietrantoni |
|    | Italia (bandiera) | D     | Maurizio Poli       |
|    | Italia (bandiera) | C     | Maurizio Scarsella  |
|    | Italia (bandiera) | C     | Fabrizio Sperduti   |
|    | Italia (bandiera) | C     | Angelo Vigneri      |
|    | Italia (bandiera) | D     | Pasquale Viscido    |

## Risultati

### Campionato

#### Girone di andata
| 11 settembre 1988 1ª giornata | Brindisi | 1 – 0 | Frosinone |  |

| 18 settembre 1988 2ª giornata | Frosinone | 1 – 0 | Foggia |  |

| 25 settembre 1988 3ª giornata | Torres | 1 – 0 | Frosinone |  |

| 2 ottobre 1988 4ª giornata | Frosinone | 2 – 1 | Francavilla |  |

| 9 ottobre 1988 5ª giornata | Frosinone | 0 – 2 | Palermo |  |

| 16 ottobre 1988 6ª giornata | Casertana | 0 – 0 | Frosinone |  |

| 23 ottobre 1988 7ª giornata | Frosinone | 1 – 0 | Salernitana |  |

| 30 ottobre 1988 8ª giornata | Perugia | 2 – 1 | Frosinone |  |

| 6 novembre 1988 9ª giornata | Frosinone | 2 – 0 | Catania |  |

| 13 novembre 1988 10ª giornata | Cagliari | 3 – 0 | Frosinone |  |

| 20 novembre 1988 11ª giornata | Frosinone | 2 – 1 | Casarano |  |

| 27 novembre 1988 12ª giornata | Giarre | 4 – 0 | Frosinone |  |

| 4 dicembre 1988 13ª giornata | Frosinone | 3 – 0 | Rimini |  |

| 11 dicembre 1988 14ª giornata | Campobasso | 4 – 0 | Frosinone |  |

| 18 dicembre 1988 15ª giornata | Frosinone | 2 – 1 | Monopoli |  |

| 31 dicembre 1988 16ª giornata | Frosinone | 1 – 0 | Ischia Isolaverde |  |

| 7 gennaio 1989 17ª giornata | Vis Pesaro | 0 – 0 | Frosinone |  |

#### Girone di ritorno
| 15 gennaio 1989 18ª giornata | Frosinone | 0 – 0 | Brindisi |  |

| 22 gennaio 1989 19ª giornata | Foggia | 2 – 0 | Frosinone |  |

| 5 febbraio 1989 20ª giornata | Frosinone | 1 – 1 | Torres |  |

| 12 febbraio 1989 21ª giornata | Francavilla | 4 – 0 | Frosinone |  |

| 19 febbraio 1989 22ª giornata | Palermo | 1 – 0 | Frosinone |  |

| 5 marzo 1989 23ª giornata | Frosinone | 0 – 0 | Casertana |  |

| 12 marzo 1989 24ª giornata | Salernitana | 2 – 1 | Frosinone |  |

| 19 marzo 1989 25ª giornata | Frosinone | 0 – 1 | Perugia |  |

| 25 marzo 1989 26ª giornata | Catania | 4 – 3 | Frosinone |  |

| 9 aprile 1989 27ª giornata | Frosinone | 2 – 2 | Cagliari |  |

| 16 aprile 1989 28ª giornata | Casarano | 2 – 0 | Frosinone |  |

| 23 aprile 1989 29ª giornata | Frosinone | 1 – 0 | Giarre |  |

| 30 aprile 1989 30ª giornata | Rimini | 0 – 1 | Frosinone |  |

| 14 maggio 1989 31ª giornata | Frosinone | 1 – 0 | Campobasso |  |

| 21 maggio 1989 32ª giornata | Monopoli | 2 – 0 | Frosinone |  |

| 28 maggio 1989 33ª giornata | Ischia Isolaverde | 4 – 1 | Frosinone |  |

| 4 giugno 1989 34ª giornata | Frosinone | 2 – 0 | Vis Pesaro |  |